# Магнитна глава
Магнитната глава е компонент на магнетофона, запаметяващите устройства с магнитна лента, твърдите дискове и на флопидисковите устройства в компютрите. Тя изпълнява двупосочни функции: преобразува електрическия информационен сигнал в магнитен поток, с който се намагнитва покритието на дисковия носител (операция запис), както и обратно – преобразува измененията на магнитния поток на носителя в електрически информационен сигнал (операция четене).

## Конструкция на магнитната глава

### Във флопидисково устройство
Основният конструктивен елемент на главата е (магнитопровод) – пръстеновидна сърцевина от магнитен материал с процеп, запълнен с немагнитен материал. Върху магнитопровода е разположена бобина, съставена от две противоположно навити полунамотки, съединени в единия си край в обща точка, която обикновено е свързана към общата (маса) на електронния блок за запис/четене.

### В твърд диск
Тук има три пръстеновидни магнитопровода: един основен за запис и четене и два допълнителни за т.нар. тунелно изтриване на записаната пътечка. Трите магнитопровода са споени посредством специално стъкло към керамичен плъзгач. Със стъкло са запълнени и техните процепи, като по този начин е фиксирана широчината им. Върху магнитопроводите за тунелно изтриване е разположена обща намотка. Протичащият през нея постоянен ток възбужда постоянни по посока и големина магнитни потоци в тях. Именно тези потоци, отклонени от процепите на двата магнитопровода през покритието на диска, извършват тунелното изтриване.

## Принцип на работа

### При запис
В моментите на постъпване на всеки информационен импулс в електронните схеми протича токов сигнал. Токовете възбуждат в магнитопровода противоположни магнитни потоци и тъй като процепът е с голямо магнитно съпротивление, по-голямата част от магнитния поток се отклонява и преминава през покритието на диска, като го намагнитва с определена полярност. По този начин върху повърхността на въртящия се диск се оформя записана информационна пътечка. Полярността на всяка намагнитена зона от пътечката се определя от посоката на магнитния поток.
Дължината на намагнитените зони зависи правопропорционално от честотата, с която изменя посоката си този поток, и обратно пропорционално от скоростта на движение на носителя в областта, лежаща под процепа. Тази дължина определя надлъжната информационна плътност. Дискетите се характеризират с голяма надлъжна плътност на информацията, която в някои модели достига до 466 бита/ мм. Това се дължи на високата честота на записвания сигнал, малката линейна скорост на въртящия се диск и малкия диаметър на пътечката.

### При четене
При четене на информацията полето на намагнитените зони на информационната пътечка индуцира в намотките на главата електродвижеща сила (наричана още електродвижещо напрежение, е.д.н.), която е пропорционална на скоростта на изменение на магнитния поток на носителя и обратна по знак на тази скорост. Индуцираното е.д.н. ще бъде най-голямо когато абсолютната стойност на скоростта на изменение на потока има максимум. Това става при промяна на знака на магнитния поток, т.е. там, където има записана информация. От този сигнал след подходяща обработка се формират импулси, които съответстват на записаните върху носителя данни.

## Характеристики
Статичните характеристики на главата са: индуктивност и активно съпротивление на намотките, резонансна честота при определен капацитивен товар, изолационно съпротивление, допустима асиметрия на двете полунамотки на запис/четене.
Към динамичните характеристики на главата спадат: амплитуда на прочетения сигнал, разделителна (разрешаваща) способност, ток на запис (големина и форма на токовия импулс).

## Използвани материали
Изискванията към материала на магнитопровода на главата са две: да има голяма магнитна проницаемост, за да се получава по-голяма амплитуда на прочетения от нея сигнал, и голяма индукция на насищане. Ако тези изисквания не са изпълнени, в режим на запис плътността на магнитния поток нараства силно в областта на процепа, тъй като той има много малко сечение и магнитопроводът в тази област може да се насити, което ще причини изкривяване на сигнала. По-голямата индукция на насищане дава възможност да бъде намалена още повече дълбочината на процепа, т.е. площта на магнитопровода, което увеличава магнитното му съпротивление и намалява по този начин разсеяния поток през тази област.
Качествата на магнитната глава зависят силно от типа на използвания в нея ферит. В главите за ЗУГМД се използват никел-цинкови ферит и манган-цинков ферит, който е с много по-добри магнитни и физически характеристики. Чувствителността на манган-цинковата глава при възпроизвеждане е с 40% по-голяма.

## Видове магнитни глави
От функционална гледна точка главите се делят на:
1. глави за запис;
2. глави за четене;
3. изтриващи глави;
4. комбинирани глави;

Тези глави трябва да имат минимални загуби при честотите, при които ще се работи, т.е. тока на запис бързо да може да нараства и да намалява. Намотката трябва да има ниска индуктивност. Това се постига с малък брой намотки. Обикновено бобината се изпълнява от биполярен проводник, като краищата на двете полунамотки се свързват. Чрез пропускане на ток през едната полунамотка се създава отпечатък с една ориентация. При преминаване на тока през втората полунамотка се създава отпечатък с ориентация на магнитното поле обратно на първия.
За да се получи отпечатък с минимална дължина е необходимо размерите L и a да са минимални.
L – ширина на процепа;
а – ½ от контактната повърхност между глава и носител;

### Глави за четене
При тях една част от пълния магнитен поток създаден от намагнитен участък се затваря през четяща намотка и индуцира електродвижеща сила в нея. Загубите зависят от разстоянието между магнитопровода и носителя и от качеството на магнитопровода. Амплитудата на индуцираната електродвижеща сила може да се увеличи с увеличаване на броя на намотките на четящата бобина.

### Комбинирани глави
Те обединяват функциите на записваща и четяща глава (при магнитните дискове). При тези глави намотката е една, съставена от две полунамотки и изпълнява ролята и на записваща и на четяща.

### Изтриващи глави
Приличат на записващите, но създават изтриващо магнитно поле, което може да бъде променливотоково и постоянно токово.
От конструктивна гледна точка различаваме:
1. магнитни глави за контактен запис – при тях запис и четене се извършват при непосредствен контакт между глава и носител. Като основен недостатък може да се посочи факта, че при непосредствен контакт има триене между движещия се носителя и главата и съответно ограничение на скоростта на въртене на носителя;
2. магнитни глави за безконтактен запис – при тях скоростите на запис и четене са големи, защото няма триене.